# سیلوستره ایگوا
سیلوستره ایگوا (انگلیسی: Silvestre Igoa; ۵ سپتامبر ۱۹۲۰ – ۳۱ مهٔ ۱۹۶۹) بازیکن فوتبال اهل اسپانیا بود.
از باشگاه‌هایی که در آن بازی کرده‌است می‌توان به باشگاه فوتبال گرانادا، باشگاه فوتبال والنسیا، و باشگاه فوتبال رئال سوسیداد اشاره کرد.
وی همچنین در تیم‌های ملی فوتبال Spain B national football team و اسپانیا بازی کرده‌است.